# Cortegaça (Ovar)

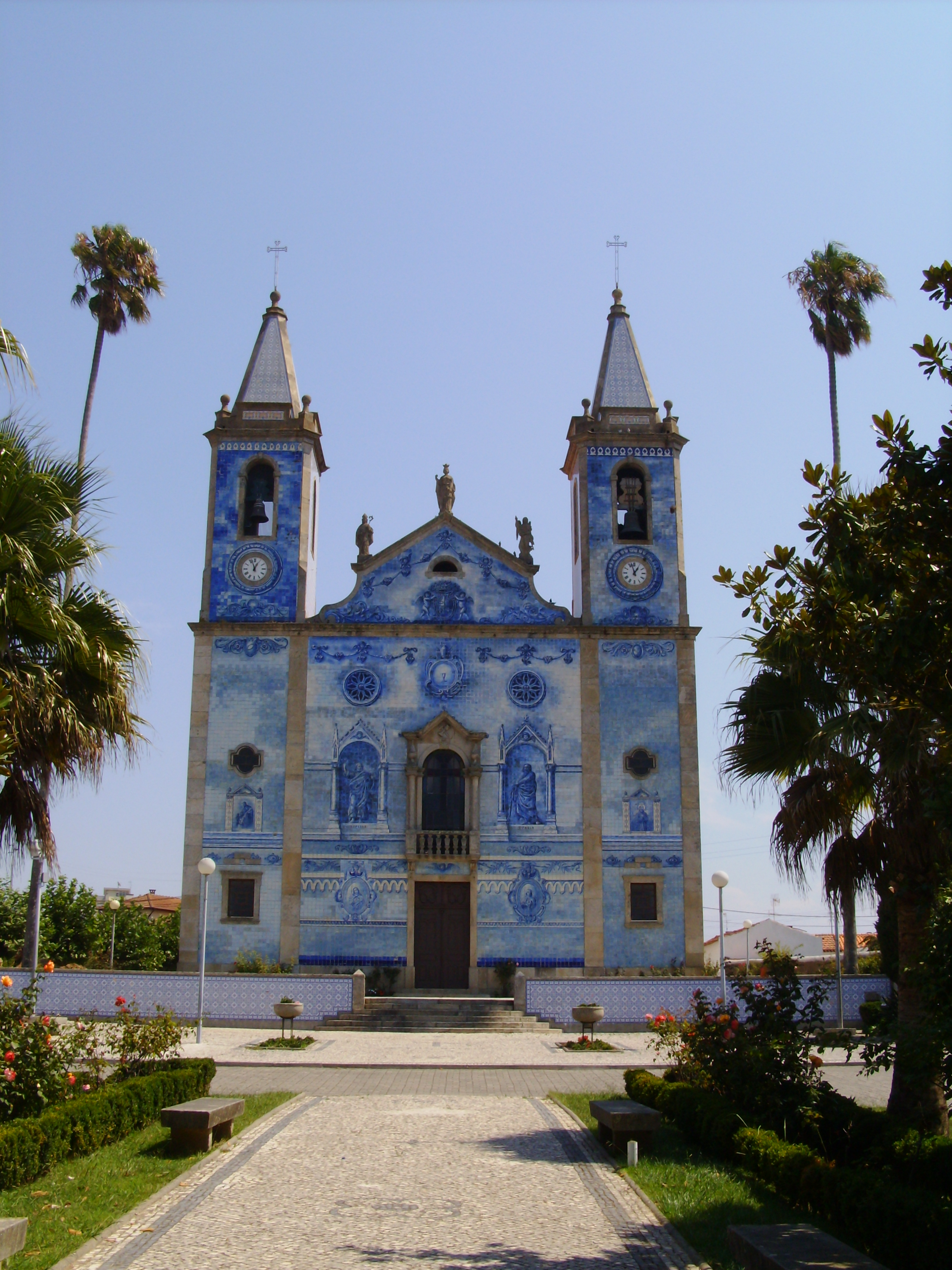
Igreja de Santa Marinha, Cortegaça.

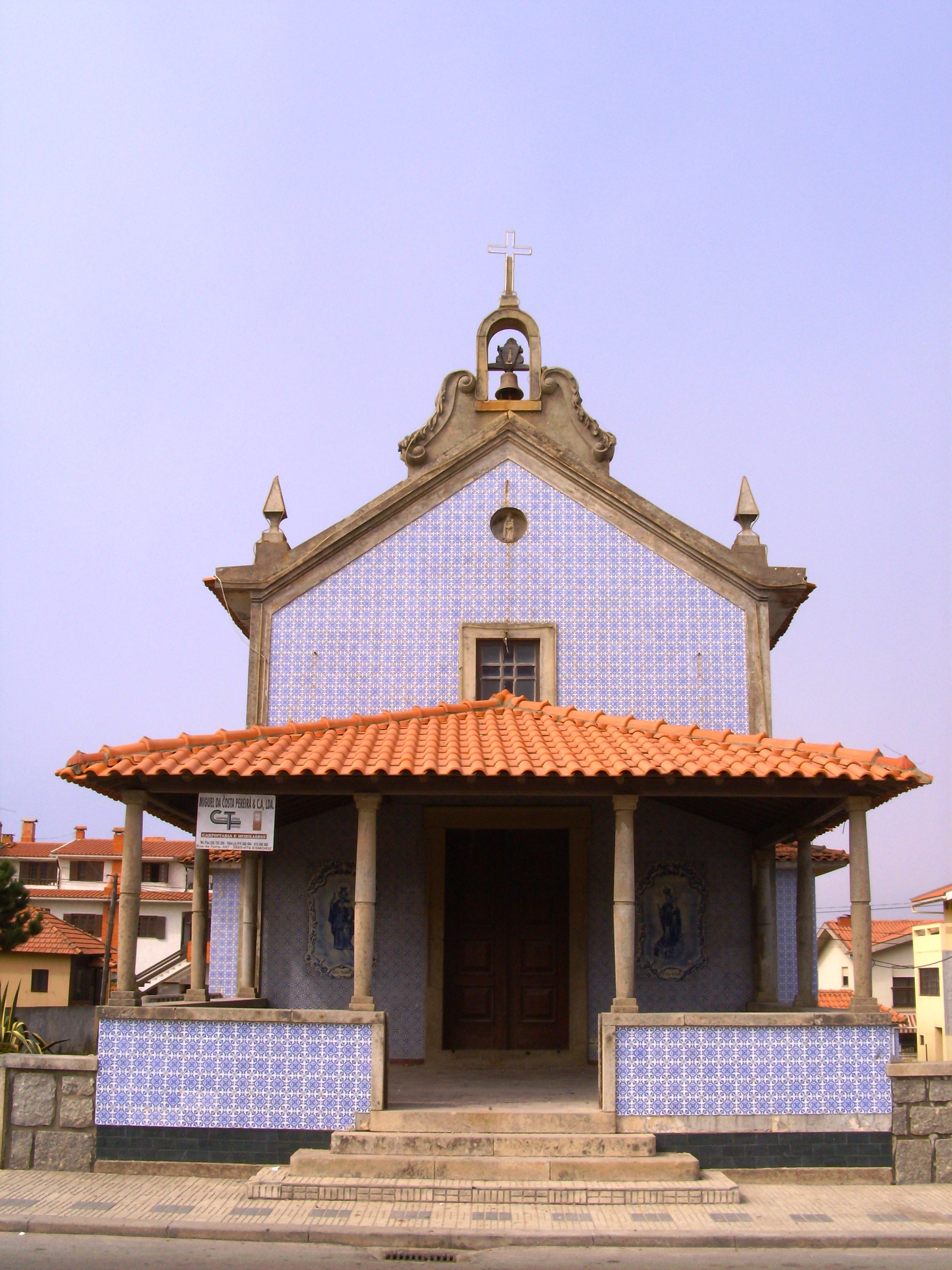
Capela de N. Sra. da Nazaré.

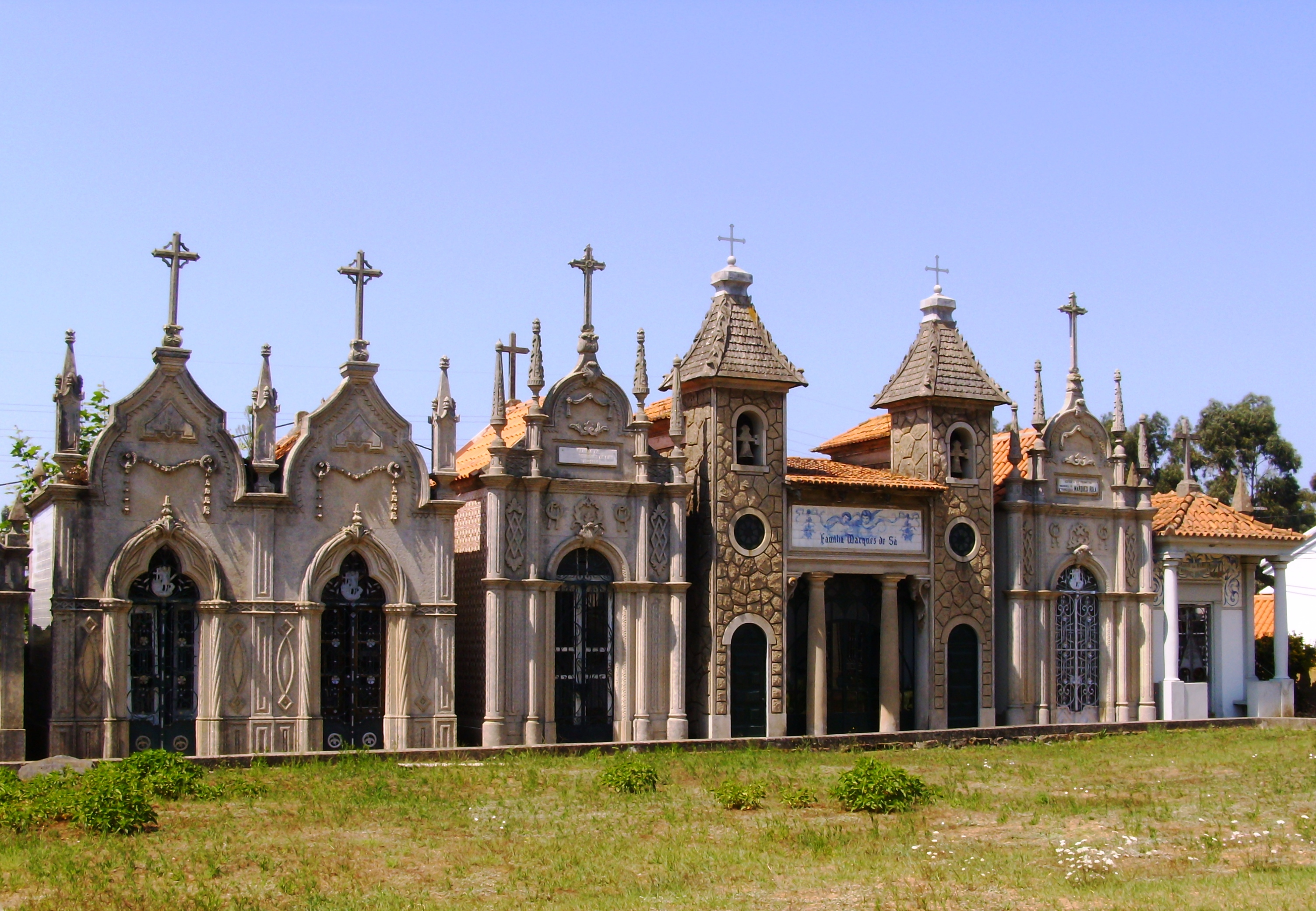
Jazigos no antigo cemitério.

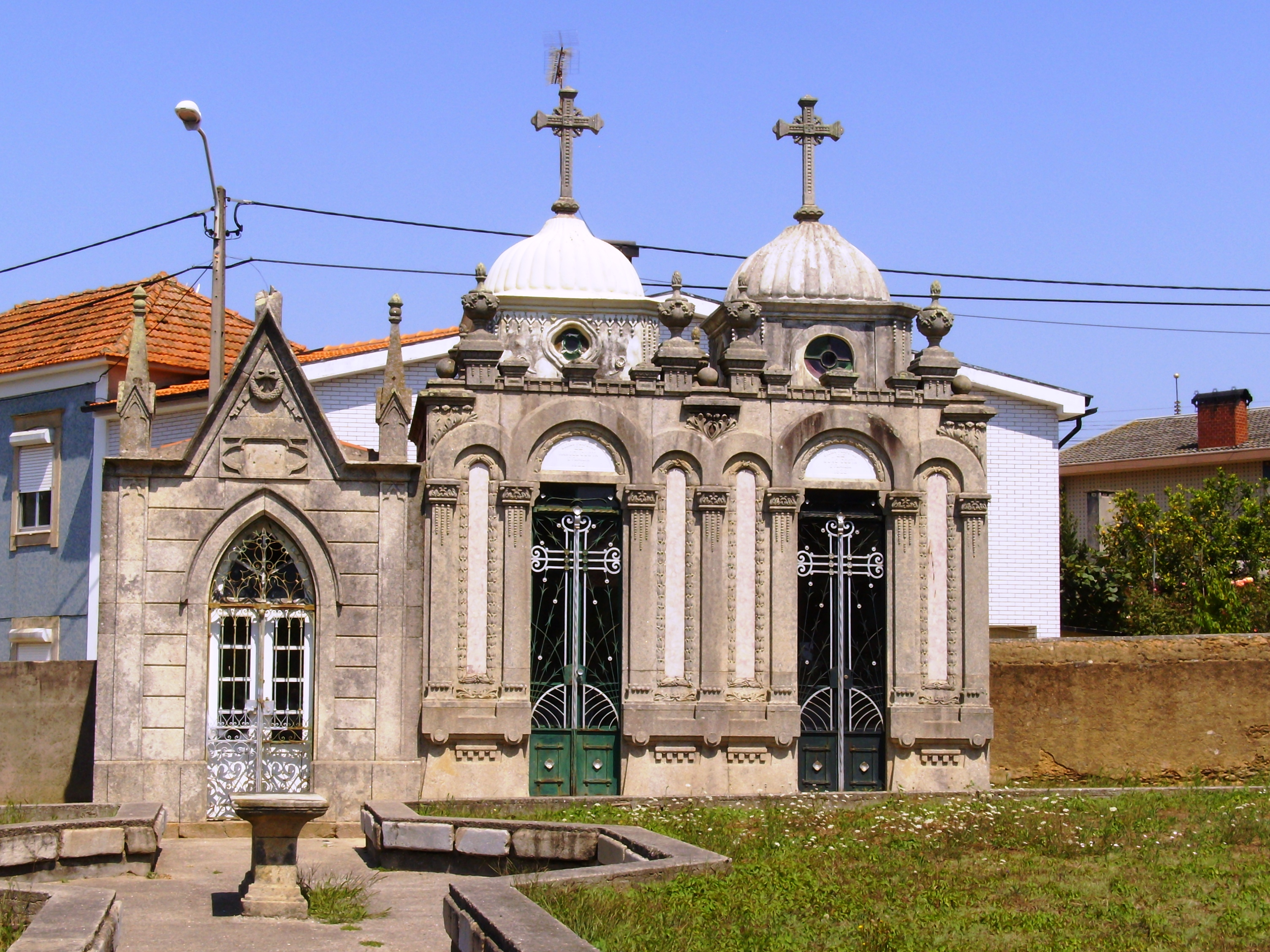
Jazigos no antigo cemitério.

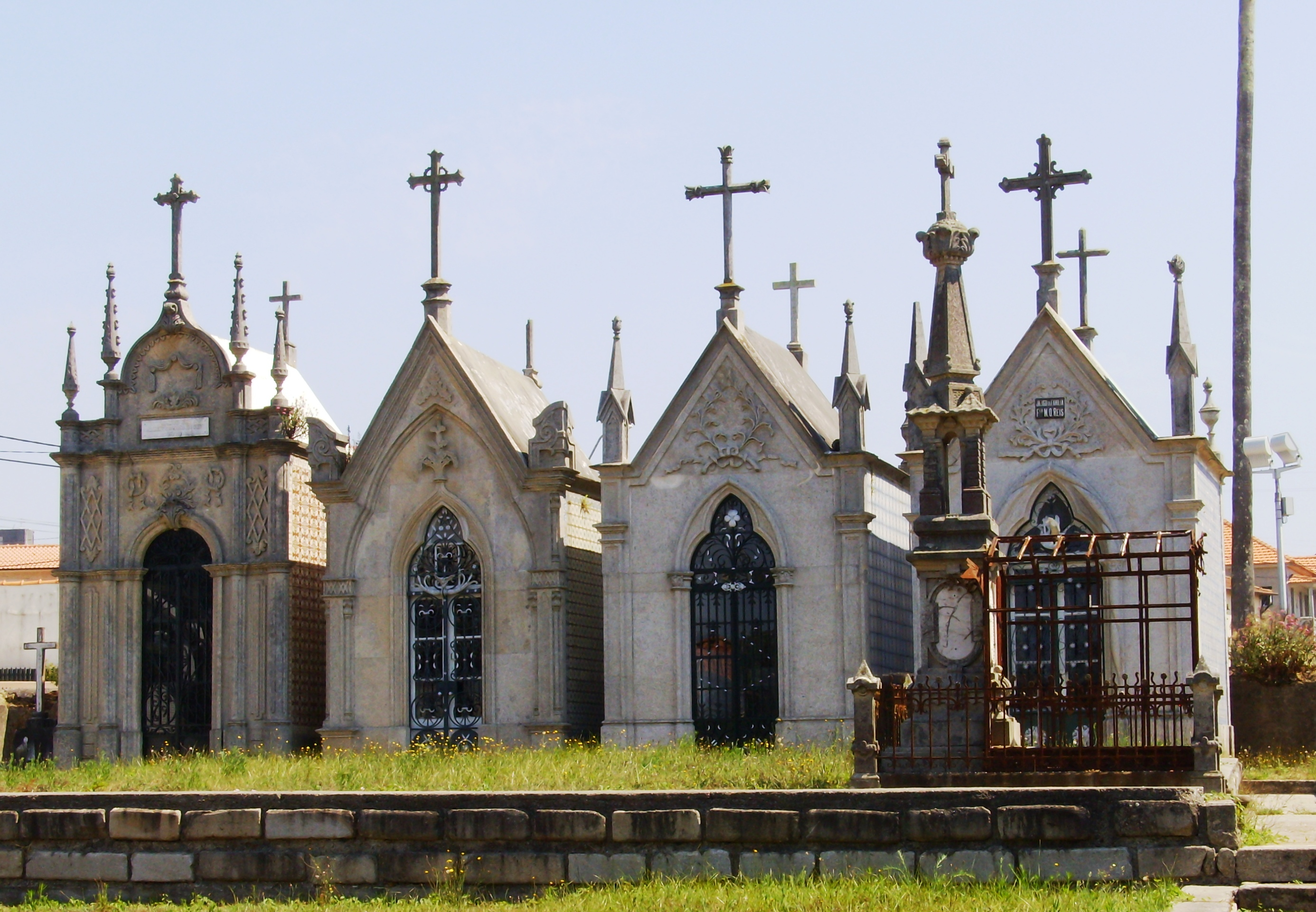
Jazigos no antigo cemitério.

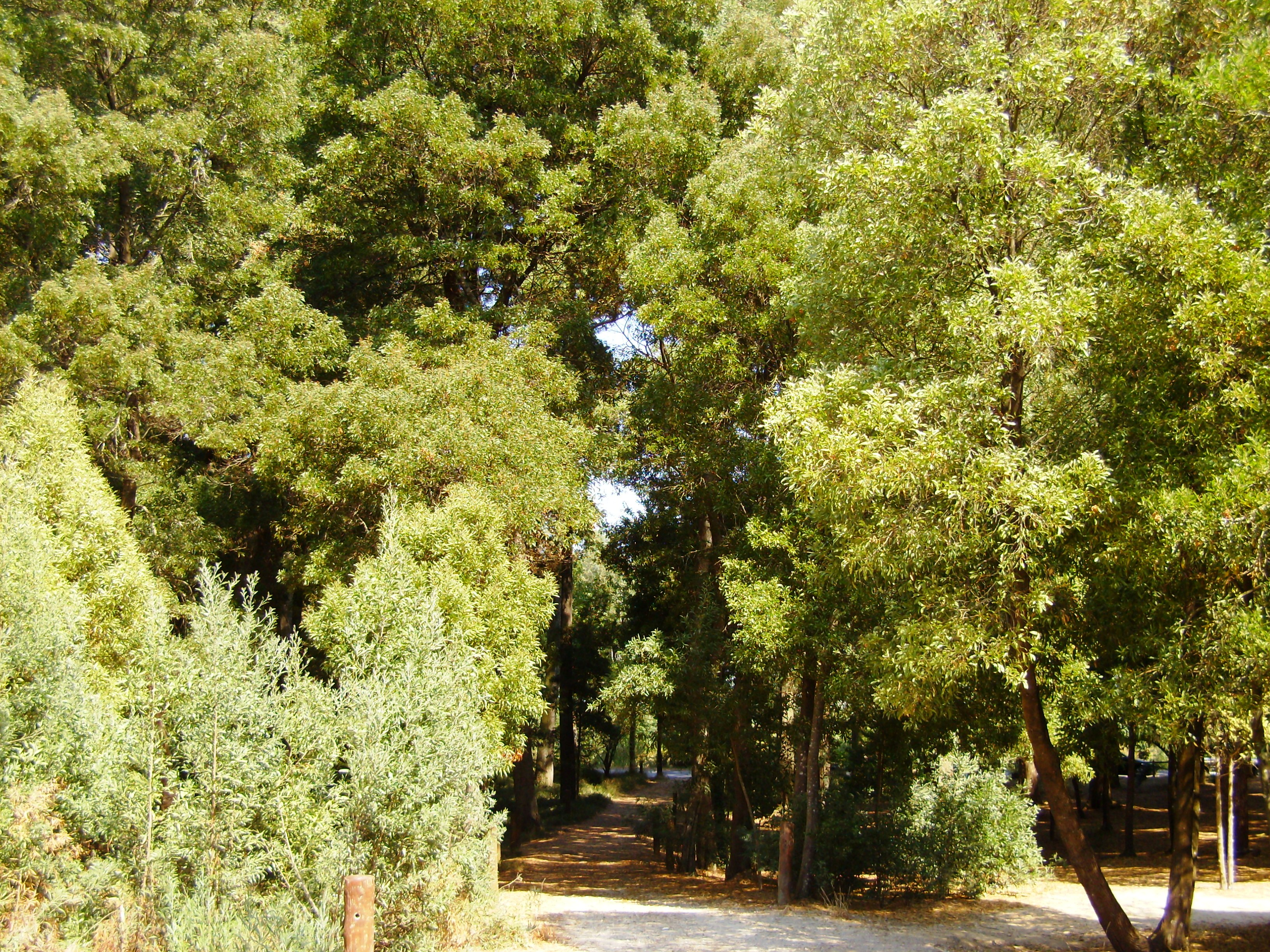
Parque do Buçaquinho.

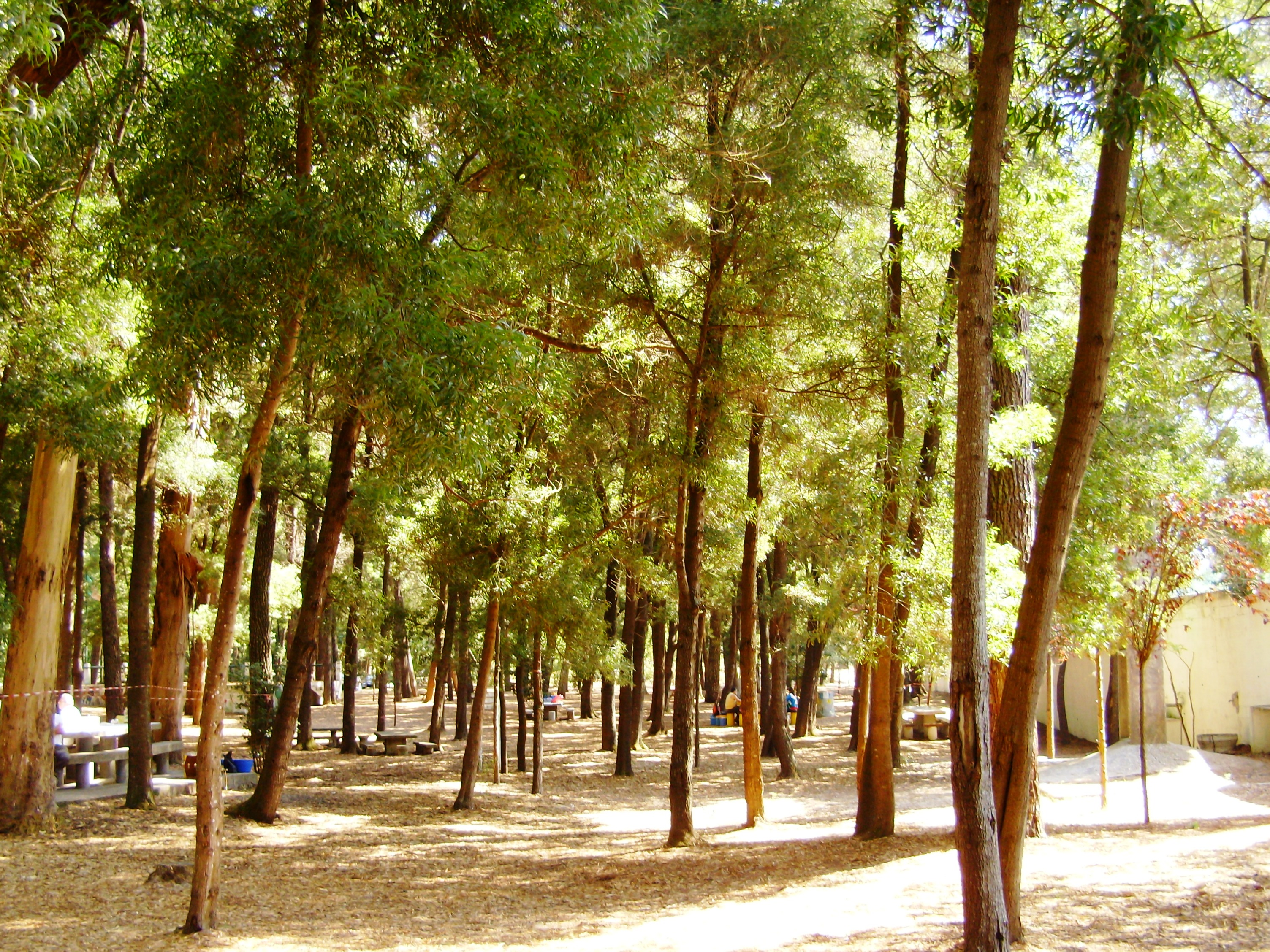
Parque do Buçaquinho.

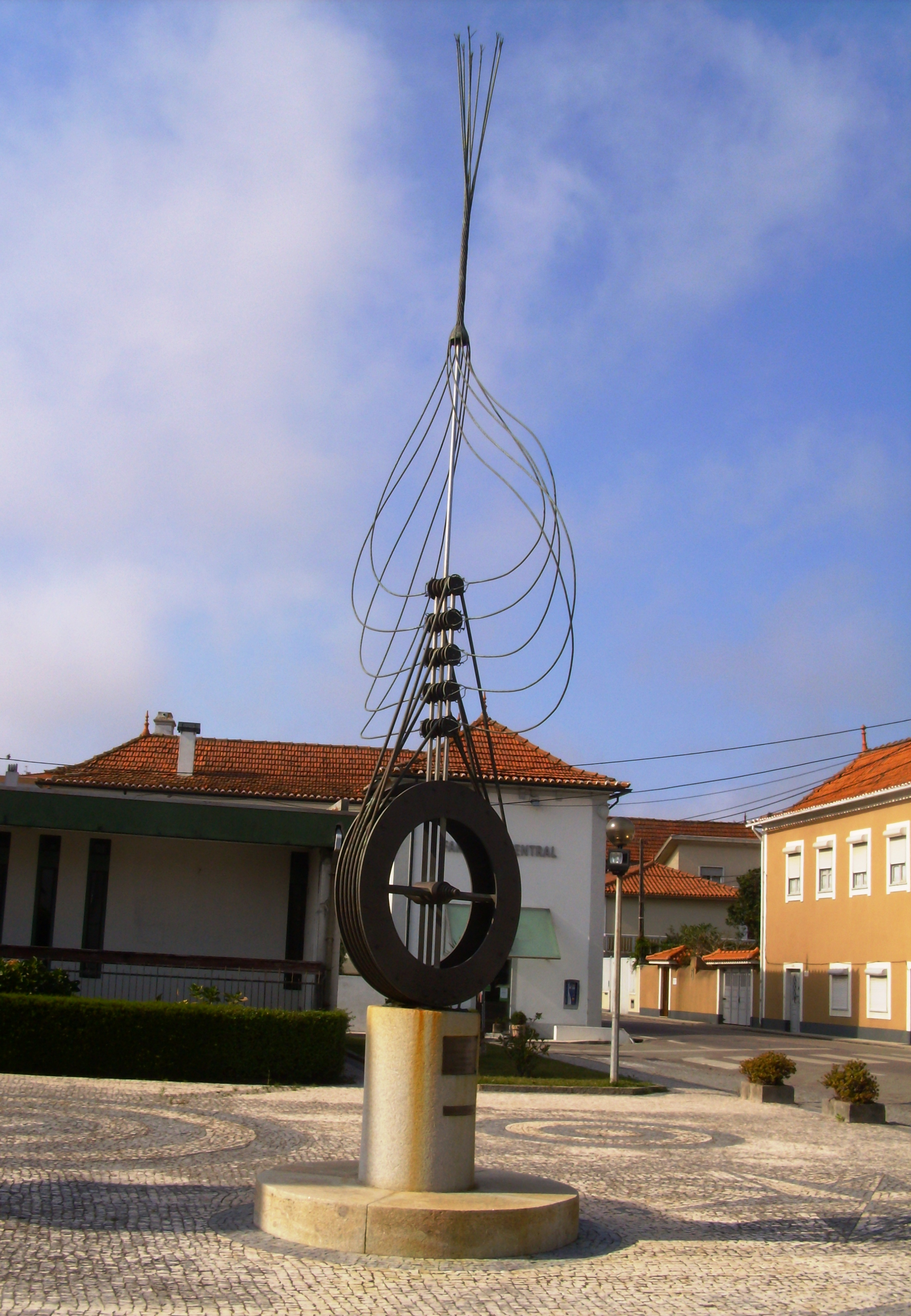
Memória das Origens da Cordoaria.

Cortegaça é uma vila portuguesa sede da Freguesia de Cortegaça do Município de Ovar, freguesia com 10,12 km² de área e 3746 habitantes (censo de 2021), tendo, assim, uma densidade populacional de 370,2 hab./km².
A povoação de Cortegaça foi elevada à categoria de vila em 1985.
É atravessada no sentido norte-sul pela Linha do Norte dos Caminhos de Ferro Portugueses e pela EN109.
O website oficial da freguesia de Cortegaça é www.cortegaca.pt e é a plataforma onde se pode encontrar todas as informações sobre a vila e freguesia.

## Demografia
A população registada nos censos foi:
| Distribuição da População por Grupos Etários | Distribuição da População por Grupos Etários | Distribuição da População por Grupos Etários | Distribuição da População por Grupos Etários | Distribuição da População por Grupos Etários |
| -------------------------------------------- | -------------------------------------------- | -------------------------------------------- | -------------------------------------------- | -------------------------------------------- |
| Ano                                          | 0-14 Anos                                    | 15-24 Anos                                   | 25-64 Anos                                   | > 65 Anos                                    |
| 2001                                         | 714                                          | 580                                          | 2273                                         | 499                                          |
| 2011                                         | 545                                          | 438                                          | 2157                                         | 697                                          |
| 2021                                         | 450                                          | 371                                          | 2062                                         | 863                                          |

## Toponímia
De acordo com o historiador Armando Cortesão (1891-1977), a toponímia "Cortegaça" deriva do latim tardio Cortegacia, de corticatia, relacionado com "cortex" (cortiça), parecendo demonstrar que, conforme a opinião de Joseph-Marie Piel, durante o repovoamento das Terras de Santa Maria, os colonos que se fixaram nesta região de Entre Douro e Vouga colocaram-lhe este nome pela abundância de matas de Castanea sativa (soutos), Quercus suber (sobreiro) e Quercus faginea (castanheiro) que nela então existia.
Para o historiador Armando de Almeida Fernandes (1917-2002), a toponímia deriva de "cohorte" > "coorte" > "corte", no sentido de curral, redil, arribana, lugar onde se guardava o gado lanígero ou caprino. Juntando "corte" com os sufixos "ega" +"aça", teria se formado a palavra "Cortegaça".

## História

### Origens
As origens da povoação remontam ao contexto da Reconquista cristã da Península Ibérica, nos séculos IX e X, associada ao repovoamento das terras de Santa Maria, vulgarmente chamada Feira, quando a área da atual vila as integrava, inscrita na Diocese do Porto.
O mais antigo documento onde é citada uma "villa de cortegaza" é uma doação de bens à Igreja de São João Baptista, junto de Souto Redondo, no território do Condado Portucalense. A data indicada, 773, acredita-se ser um lapso do copista do chamado "Livro Preto" ao transcrever o documento, conforme estudo do padre Miguel de Oliveira, que acredita que o ano correto será o de 973. A relação de bens indica duas partes de "Condesindo" e a uma "villam que jacet ubi rio medianus discurrit" referências a "Gondezende" (atual Esmoriz) e a Rio Meão. Encontra-se referida ainda uma "villa de Cortegaza", a atual Cortegaça.
Por oportuno, observe-se que a "villa de Corthegada", mencionada na doação de 922 diz respeito a São Miguel, situado na freguesia de Olival, município de Vila Nova de Gaia.
Com relação ao padroeiro de Cortegaça, o Censual da Sé do Porto (que se acredita seja datado de 1174-1185) refere a "Ecclesia Sanctae Marinae de Cortegaça", ou seja, a Igreja de Santa Marinha de Cortegaça.

### As Inquirições de 1258
Nas Inquirições de 1258, sob o reinado de Afonso III de Portugal, apesar nelas figurarem praticamente todas as freguesias das Terras de Santa Maria, os casais da "honra" de Cortegaça nelas não constam.
À época, o Mosteiro de São Salvador de Grijó possuía já alguns bens em Cortegaça, mas foi sobretudo no século XIII que recebeu as mais valiosas heranças. A doação mais célebre diz respeito a D. Constança Sanches, filha de D. Sancho I e de D. Maria Pais Ribeira, dita "a Ribeirinha". Em um documento de abril de 1263, esta Infanta deixou vários legados ao Mosteiro de Grijó, referindo que:
"(...) Igualmente dou e concedo ao convento desse Mosteiro, como pitança, toda a minha herança de Cortegaça, em Terras de Santa Maria da Diocese do Porto, com seus termos novos e antigos e com todas as suas pertenças e o meu direito de padroado da Igreja daquela vila, com as coisas respeitantes à mesma herança e Igreja (…)."
O Mosteiro de Grijó passou assim a ter o direito de padroado sobre a Igreja de Cortegaça, o que significa que competia-lhe apresentar o respectivo abade que o Bispo depois, confirmava ou não. Entretanto, em sua doação, D. Constança Sanches, impôs ao Mosteiro de Grijó as seguintes obrigações:
- Rezar uma missa de aniversário, a cada ano, por sua alma;
- Rezar uma missa de aniversário, a cada ano, por alma de seu irmão, D. Rodrigo Sanches, e ainda manter acesa uma lâmpada diante do altar de S. Maria;
- Rezar uma missa de aniversário, a cada ano, por alma de D. Martins Afonso de Sousa, que havia igualmente legado uma herdade que passava em Cortegaça.[15]

### As Inquirições de 1288
Sob o reinado de D. Dinis, chegaram à Feira, em 1288 os funcionários régios para efetuar as inquirições gerais. Do documento então lavrado, com relação a Cortegaça, refere-se:
Pay Peres de Cortegaça, jurado e perguntado se em esta freguesia há casa de cavaleiro ou de dona que se defenda por honra, disse que há i uma quinta que foi de Martim Afonso e disse que a viu trazer por honra que não entra i o mordomo, mais disse que entra i o porteiro e penhora pela voz e pela coima e pela loitosa, se i morar herdador, e pelo homezio, mais não entra i o porteiro e mordomo e penhora o porteiro por estas três cousas. E disse que desta honra e desta freguesia leva el-Rei de XVI quinhões um, por razão de D. Afonso Teles.
Perguntando se esta honra foi feita por el-Rei, disse que ouviu dizer que a dera rei D. Sancho a D. Maria Pais Ribeiro e disse que ora trazem toda a freguesia por honra.
Domingos João, de Cortegaça, Domingos Domingues, de Cortegaça, todos jurados e perguntados disseram em tudo como Pay Peres, suso dito."
Martim Afonso e outros descendentes de D. Maria Pais Ribeiro, a "Ribeirinha", a quem havia sido doada Cortegaça, apesar de terem sido doadas ao Mosteiro de Grijó as suas propriedades e direitos, pouco ou nenhum caso fizeram da sentença, pois continuavam a não deixar entrar o porteiro na honra de Cortegaça. Apenas em 1301, quando João César, vassalo d'el Rei, apareceu no julgado da Feira com um documento em que constava que "Achei em esse rol, na freguesia de Cortegaça, que por juizo mandaram que entrasse o porteiro na quinta que foi de Dom Martim Afonso e em toda a honra que traz em essa quinta, por todos os direitos de el-Rei e ora não o deixam entrar, por que eu mando que entre i o porteiro del-Rei e venha, por dano, o juiz da Feira fazer justiça", é de crer que deixassem entrar o porteiro para arrecadar os direitos reais e que o juiz da Feira pudesse, no tocante ao crime, cumprir a sua missão.
As Inquirições de 1288 também revelam que a chamada Barrinha de Esmoriz, pertencia na altura a Cortegaça, como o parece confirmar o seguinte trecho da inquirição "(…) e disseram, pelo juramento que fizeram, que, em um lugar que é dele da freguesia de Esmoriz e dele da freguesia de Cortegaça, contra o mar, há uma lagoa que era devesso e a que vinham os homens d'el-rei e os outros da terra colher o carocil e o junco e a madeira e pescavam (…).

### Os privilégios de D. Afonso IV
Em 1326 Estêvão Peres, então abade de Cortegaça, obteve uma Carta Régia de Afonso IV de Portugal, proibindo que cavaleiros, donas e escudeiros "filhassem ali serviços e comedorias…". Na posse desse diploma, o abade apresentou-se diante de Martim Domingues, juiz da Feira, o qual, como de praxe, o mandou ler pelo notário do julgado das Terras de Santa Maria. Depois de lida e mostrada a carta, o juiz declarou que cumpriria em tudo conforme a vontade de El-Rei, prometendo ainda que "lhe não deixaria fazer mal nem força e que fazendo-lha alguém que lha alçaria ou faria alçar, como o dito Senhor Rei mandava na dita carta, a qualquer meirinho que andasse na Terra." O abade solicitou uma certidão comprovativa deste auto de notícia, a qual lhe foi passada na Feira, a 2 de janeiro de 1327.

### O Couto de Cortegaça
As transformações político-sociais vividas em fins da Idade Média em Portugal converteram as antigas honras em coutos. Cortegaça, honra desde o reinado de D. Sancho I, transformou-se em couto, privilégio que conservou até ao século XIX. Um couto constituía-se em uma terra demarcada pela autoridade real, com privilégios como a isenção de determinados impostos, onde era defeso entrar e se refugiavam alguns homiziados e, por vezes, até malfeitores, facto que prejudicava a aplicação da justiça, pelo que muitas vezes também, os coutos foram devassados.

### O Foral Novo
No século XVI, quando D. Manuel I encarregou Fernão de Pina (filho de Rui de Pina) de reformar os forais do reino, as informações referentes ao Couto de Cortegaça foram prestadas pelo então mordomo Álvaro Fernandes, e ficou estabelecido "…por não se fazerem mais leituras em outro foral", que se aditassem as suas disposições particulares no de Pereira Jusã:
"E por quanto o Couto de Cortegaça é anexa desta terra de Pereira Jusã, por não se fazerem mais leituras em outro foral, houvemos por bem de pormos as cousas dele neste no qual os direitos pessoais são tais como os atrás conteúdos e os outros foros que mais pagam são os seguintes, convém a saber: tem aí o senhorio certos casais emprazados em vidas pelos preços e foros em seus títulos declarados, segundo os pagarão adiante sem outra inovação.
E pagarão mais ao senhorio estes sobreditos seus casais e outros que aí há de Grijó e uma cobrada de Cucujães, todos juntamente, por repartição entre eles feita, setenta e três alqueires de trigo, dos quais levará o senhorio vinte e quatro e Grijó outros vinte e quatro, a condessa pela quinta de Vila Chã doze e Joana Mendes da Feira, de Montados, cinco e o juiz e o porteiro outros cinco e o focinho de cabrito um e meio e o Lorvão um e meio e assim paga cada casal povoado dez reis."
Este Foral Novo refere ainda a "pena de armas" (ou de sangue), multa aplicada a quem matasse ou ferisse uma pessoa, fixada em 120 reais, cabendo ao rei arrecadar essa importância, e ao juiz, as armas, se as tomasse em flagrante delito.

### O Consulado Pombalino
Quando do falecimento de D. Fernando Forjaz Pereira Pimentel de Menezes e Silva, 8º conde da Feira (1700), os bens da Casa do Condado da Feira foram integrados, por Pedro II de Portugal, nos da Casa do Infantado, o que fez com que muitos casais do Couto de Cortegaça deixassem de pagar as suas rendas devidas. a situação estendeu-se por mais de cinco décadas até que, sob a administração Pombalina, em 30 de setembro de 1755, o Procurador do Condado requereu que se averiguassem quais os casais de Cortegaça que deviam foros e rendas. Este atraso ou esquecimento terá sido devido à má vontade de D. João V contra o seu irmão, infante D. Francisco, então na posse e usufruto dos bens da Casa da Feira. Constatou-se então que, o livro onde constavam as rendas e datas de vencimento em que eram devidas, que os caseiros de Cortegaça teriam que levar à casa da Feira havia desaparecido e se tais rendas não se pagavam há mais de cinquenta anos era porque os cortegacenses dizerem que os rendeiros exigiam mais do que o que deviam, por contas direitas. O juiz do Tombo dos bens e rendas pertencentes ao Estado e à Casa da Feira, Dr. Domingos dos Santos Ramalho, deslocou-se ao Couto de Cortegaça em 30 de Maio de 1756 e, na residência do Abade do mesmo Couto, Rev. João de Brito Cardoso, na presença de mais alguns cortegacenses, nomearam Manuel Francisco da Cruz, do lugar da Cruz, para medir e lançar a renda que cada casal merecesse pagar à Casa da Feira.
Durante algum tempo foram medidos os casais, terras, maninhos, moinhos e cortinhas do Couto de Cortegaça e foram lançadas novas rendas, como era desejo dos fregueses. Destas medições, confrontações, arrendatários e respectivos foros, existe um alentado "in-folio" na Torre do Tombo e outro nos arquivos da Vila da Feira.
Após o sismo de 1755, por determinação do então Bispo da Diocese do Porto, D. Frei António (II) de Távora (1757-1766), procedeu-se a uma Inquisição Paroquial em Cortegaça. Da resposta do Abade de Cortegaça, padre João de Brito Cardoso, em 1 de abril de 1758, ficamos a saber que:
- Cortegaça pertencia, à época, à Província da Beira Baixa, ao Bispado do Porto, à Comarca de Esgueira e ao Termo da Feira. Ficava nas terras do Condado desta Vila (então Casa do Infantado). Estava (e está em nossos dias) contígua às freguesias de Esmoriz, Maceda e Rio Meão. O Couto de Cortegaça delimitava a Oeste com as suas ribeiras que as areias do mar tornavam, a pouco e pouco, incultas.
- A Paróquia contava com 177 vizinhos, que perfaziam 632 pessoas e constava de nove aldeias: Monte, Mourão, Pedreira, Rio, Cancela, Covelo, Gavinho, Cortegacinhas e Igreja.
- Cortegaça tinha juiz ordinário que servia de juiz dos órfãos, almotacé e vereador, e havia audiência para primeira admissão dos litígios. O juiz de Cortegaça tinha um procurador do povo que era da terça de Sua Majestade, estando sujeito ao Ouvidor da Feira.
- Não havia correio, por isso o povo de então tinha de recorrer aos serviços postais da Vila da Feira, então a 5 quilómetros de distância.
- Nas contas do Abade, quatro léguas separavam Cortegaça do Porto e quarenta e oito léguas de Lisboa, prestando ainda o Abade curiosas informações sobre rios, açudes, fontes, moinhos, pontes e produções de terra e que ainda hoje são conhecidos pelos mesmos nomes, como por exemplo o rio "das Cabras", o rio "da Igreja", o rio "da Ponte", a "Fonte Fria", merecendo-lhe esta particular atenção, pois na sua opinião as suas águas eram "salutíferas".
- Quanto à pesca, refere que os "habitadores" de Cortegaça lançavam as suas redes no Verão, quando o mar o permitia, mas que ao contrário de outros tempos, quase sempre o seu trabalho saía frustrado, pelas diminutas colheitas. As produções eram essencialmente de milho grande ou "milhão", cuja cultura não satisfazia as necessidades dos habitantes de Cortegaça, que necessitavam comprá-lo fora. Em pequena escala semeava-se ainda trigo, o centeio, a cevada e a aveia; entre as fruta destacavam-se peras, ameixas, e peros pipos. O vinho era pouco e de qualidade "virídica". O gado comprava-se noutras terras e a caça que aparecia resumia-se a coelhos, lebres, perdizes e, à época, as rolas.
- Ainda segundo o religioso, quem olhasse de Cortegaça para Nascente, divisava o Castelo da Feira.[22]

### Do século XIX aos nossos dias
Com o fim da Guerra Civil Portuguesa (1828-1834), foi constituída a Câmara Municipal, que teve o auto de nomeação e posse da sua comissão lavrado em 13 de maio de 1834. Na ocasião deslocou-se a Cortegaça o sub-Prefeito interino da Feira, Manuel José da Costa e Sousa, para empossar a Comissão Municipal do Couto de Cortegaça, que ficou assim constituída:
- Presidente – António Joaquim José da Silva, do lugar do Gavinho
- Vereador – Manuel Marques de Sá, de Cortegacinhas
- Procurador, com voto – Manuel Francisco de Sá, do Monte
- Secretário – José Ricardo Correia de Resende
- Provedor do Concelho – Joaquim José de Oliveira Cardoso, do Gavinho
- Juiz para o Governo Civil – Manuel Rodrigues da Silva, da Pedreira

Um ano após essas nomeações foi publicado o diploma legal da Reforma Administrativa, onde consta o Concelho de Cortegaça. As sessões da Câmara sucederam-se até 17 de outubro de 1835, altura em que a Câmara deixou de funcionar, ou em que, pelo menos, deixou de lavrar atas. Entretanto, só pelo Decreto de 6 de novembro de 1836 é que foi extinto o Concelho de Cortegaça, juntamente com mais outros 465 pequenos concelhos que entretanto também haviam sido criados.
Nos meados do século XIX, Cortegaça continuava sem correios, médico, cirurgião ou farmacêutico. Também não havia feira ou mercado, fábricas e nem escolas. A Junta de Freguesia possuía "uma pequena mata" de pinheiros, para proteger as culturas das dunas do areal. Como no passado, os seus habitantes continuavam a dedicar-se à pesca e à agricultura, atividades que eram complementadas com artesanato, sobretudo de cordoaria.
O concelho de Ovar, que esteve dependente durante algum tempo da Comarca de Aveiro, existiu sozinho durante muitos anos, tendo gradualmente recebido algumas freguesias:
- Pelo Decreto de 28 de dezembro de 1852, as freguesias de Válega e S. Vicente de Pereira;
- Pelo Decreto de 31 de dezembro de 1853, a freguesia de Arada;
- Pela Lei de 21 de junho de 1879, as freguesias de Esmoriz, Maceda e Cortegaça;

A anexação destas três últimas, localizadas à beira-mar, deu lugar a um longo e tumultuado processo, de vez que a Feira não estava interessada em perdê-las. No contexto da implantação da Linha do Norte (1859-1864), em 20 de novembro de 1862 a Feira agradeceu publicamente os serviços de uma Comissão que havia enviado a Lisboa, para fazer valer os direitos da Feira e pugnar pela conservação destas três freguesias. Em finais de 1871 e princípios de 1872, representações de Esmoriz, Cortegaça e Maceda solicitaram, a quem de direito, a sua anexação a Ovar. Em sessão de 15 de novembro de 1872, a Câmara da Vila de Ovar, não deixou de condenar a posição da Feira, esclarecendo que embora desejasse o aumento do Concelho, não precisava dessas freguesias para viver. Registou ainda que os argumentos da Feira eram apenas argumentos de quem se vê em dificuldades para "impugnar a vontade dos seus administrados que desdenham a sua administração e a quem abandonar."
Ovar continuava a esforçar-se por aumentar a sua Comarca, já que era considerável a desigualdade ela (com apenas 4 freguesias – Arada, Válega, Ovar e S. Vicente de Pereira - o que correspondiam a 4571 fogos) e a da Feira (com 37 freguesias, que correspondiam a 9290 fogos) e mesmo em relação à Comarca de Estarreja (com 9 freguesias e 7132 fogos). Por essa razão, a pretensão de anexar Esmoriz, Cortegaça e Maceda, além da facilidade de transporte (o caminho de ferro e uma estrada que se projectava continuar até Esmoriz) tinha sentido e validade. Essas razões e diligências levaram a as três freguesias fossem anexadas à Comarca de Ovar pelo Decreto de 23 de dezembro de 1875, evento comemorado a 6 de Janeiro de 1876, pelo povo de Ovar e das três freguesias que saiu às ruas em grandes festejos e celebrações. Mas ainda não satisfeitos e reivindicando a anexação ao Concelho de Ovar, foram enviadas novas representações, pelas três freguesias, o que levou a Câmara Municipal da Feira a, na tentativa de impugnar esta pretensão, determinar  um auto de investigação, o que fez com que as três Juntas tivessem que se deslocar à Feira para prestar declarações (a de Maceda a 19 de fevereiro, a de Cortegaça a 20 e a de Esmoriz a 23, de 1877). Para além das assinaturas a pedir a anexação, a construção da estrada de Ovar até Esmoriz serviu de base para o processo que serviu de base para o Projeto de Lei n.º 75-B, apresentado à sessão legislativa pelo Ministro de Estado dos Negócios do Reino, contra o qual projeto a Edilidades e o Administrador da Feira fizeram uma representação à Câmara dos Deputados, em 1879, protestando a anexação de Esmoriz a Ovar.
Foram baldados os protestos da Feira e a Lei que finalmente anexou as freguesias de Esmoriz, Maceda e Cortegaça, foi aprovada em 21 de junho de 1879, publicada no Diário do Governo de 2 de julho do mesmo ano.
Em finais do século XIX e inícios do XX, a principal fonte de rendimento da população foi a chamada "Arte Xávega" (pesca de arrasto), registando-se, a partir de então, um aumento na densidade populacional.
Por decreto de 21/06/1879 esta freguesia passou do concelho da Feira para o de Ovar.

## Turismo

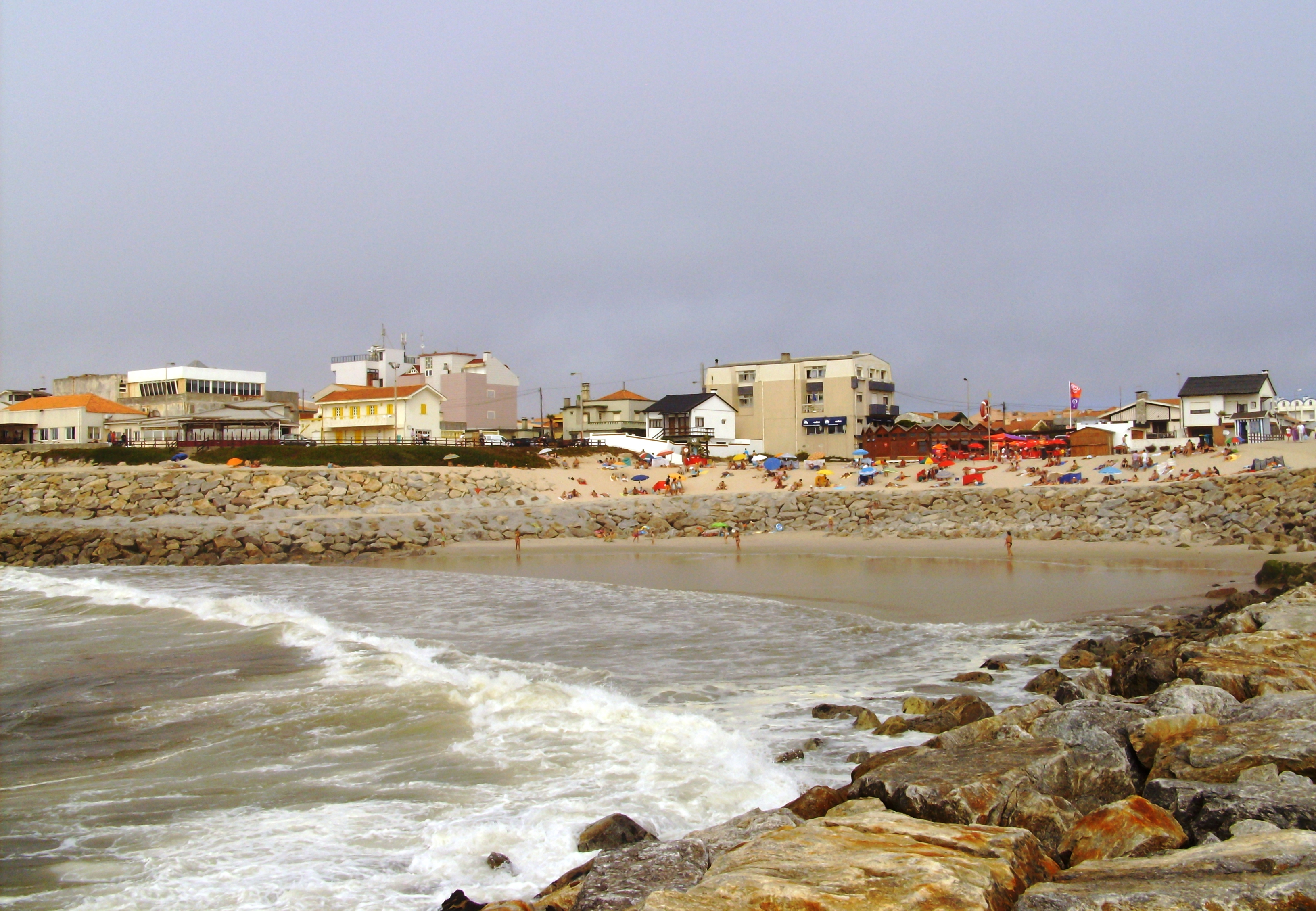
Praia de Cortegaça.

Em termos de turismo, a praia de Cortegaça tem-se tornado um destino de eleição para os praticantes de surf e bodyboard, dadas as infra-estruturas disponíveis e as condições favoráveis à prática destas e outras atividades náuticas. Pelo lado sul da praia, encontra-se o parque de campismo.
Destaca-se ainda na Mata do Buçaquinho, o seu parque, recentemente requalificado e transformado num espaço lúdico-pedagógico vocacionado para a preservação da natureza e sensibilização ambiental. O parque conta com diversos equipamentos como mesas, churrasqueiras e sanitários. Desde 2007 o parque também acolhe o "Country Club" que atende actividades didácticas com os alunos das escolas locais.

## Desporto
Junto à praia de Cortegaça realiza-se todos os anos, no mês de Maio, a tradicional Meia-Maratona de Cortegaça. Este evento de corrida liga as praias de Cortegaça e Furadouro e existe desde 1985. Nos últimos anos esta prova tem sido uma co-organização entre o clube local "Os Falta D'Ar" e a empresa aveirense Lap2Go.

## Património edificado

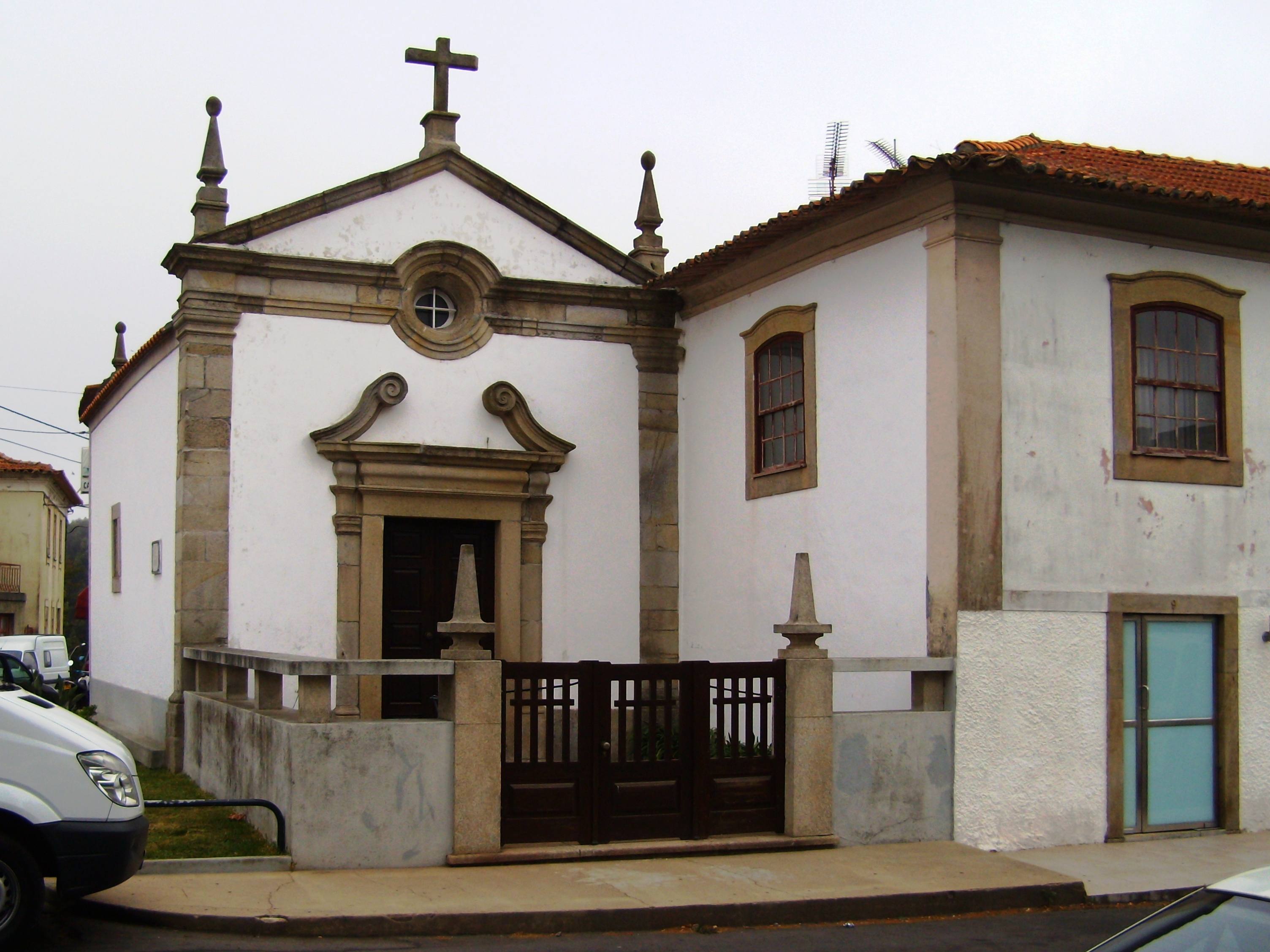
Capela de São José.

Destacam-se, como património edificado na freguesia:
- A Igreja Matriz de Santa Marinha de Cortegaça, inaugurada em 18 de abril de 1910.
- O antigo cemitério municipal, aberto em 25 de maio de 1854 ao lado da primitiva igreja, e alargado pela primeira vez em 1881.[27] Encontra-se classificado pelo IPPAR como património a preservar, pela beleza dos seus monumentos funerários.
- A Capela de Nossa Senhora da Nazaré de Cortegaça, inaugurada em 1934.
- A Capela de São José, no Souto. Remonta a 1753, erguida por iniciativa de Domingos Francisco de Oliveira, sendo a sua fábrica dotada de 12 alqueires de milho grado anualmente. A capela foi benzida em fins de 1757, vindo o seu instituidor a falecer no ano seguinte.[28]
- O Monumento ao Cordoeiro, no Largo 25 de Setembro.

Na arquitetura habitacional destacam-se os palheiros tradicionais dos pescadores da zona, únicos no país.